# Demolición (grupo ecuatoriano)
Demolición es una banda de thrash metal y power metal, formada en 1987 en Guayaquil, Ecuador.

## Trayectoria
La agrupación fue conformada por el baterista Leonardo Piedra y el guitarrista Fabricio López, inicialmente bajo el nombre de Kábala.
Poco después de adoptar el nombre definitivo de Demolición, en 1989 participó en el Festival de Rock de MTV Internacional, espacio transmitido en ese entonces por el canal local Gamavisión, junto a las bandas Tranzas, Blaze, Barro, Tarkus y otros músicos. Ese mismo año editaron su primer demotape. En 1997 el tema «Divino Designio» fue incluido en el casete recopilatorio independiente Historia del Rock Ecuatoriano No. 1, junto a otras bandas ecuatorianas de la época como Mozzarella, Abraxas, Kraken, Tarkus, Postmortem y más.
Tras varios paréntesis y cambios de integrantes, Demolición regresó a inicios del siglo XXI con una nueva versión del tema «Noviembre Negro», que es incluido en el disco antológico del recordado espacio La Zona del Metal (Volumen No. 2) de radio La Luna 99.3 FM en Quito. En 2013 la banda participó en el Quito Fest, compartiendo escenario junto a las agrupaciones locales Ente, Descomunal, Necrofobia, Murder y Aztra.
En 2014, Demolición fue incluido también en el disco Antología del Rock Ecuatoriano Volumen 1, del Ministerio de Cultura y Patrimonio del Ecuador.

## Miembros
- César Cofre (voz)
- Alejandro Suntaxi (guitarra)
- Renatto Zerega (guitarra)
- Luis Fernando Fabara (bajo)
- Leonardo Piedra (batería)

## Discografía
- Demolición (demotape, 1989)
- El Deseo de Tantalo (2023)